# Herklotsichthys koningsbergeri
Herklotsichthys koningsbergeri är en fiskart som först beskrevs av Weber och De Beaufort 1912.  Herklotsichthys koningsbergeri ingår i släktet Herklotsichthys och familjen sillfiskar. Inga underarter finns listade i Catalogue of Life.